# Shazam
Shazam (в русскоязычном написании Шаза́м) — бесплатный кроссплатформенный проект для распознавания метаданных музыки, фильмов, рекламных роликов и телешоу по аудиофрагменту. Ранее был доступен только коммерческий проект и только для мобильных устройств, в данный момент существует приложение для iOS, Android, macOS, WatchOS.
Компания была основана в 1999 году;
штаб-квартира расположена в Лондоне.
Пользователь Shazam использует микрофон устройства для записи фрагмента музыки, которая играет где-либо. Затем программа сравнивает фрагмент с центральной базой данных и при успешном сопоставлении выдаёт информацию о треке.
В настоящий момент сервис предоставляет информацию о более чем 11 млн треков.

## Функциональность
Shazam может идентифицировать записанные звуки, которые передаются из любых источников, таких, как радио- или телетрансляция, музыка в кинофильме или клубе, при условии, что уровень фонового шума не слишком высок.
Shazam хранит каталог аудио, опознанных при помощи программы, давая прямые ссылки на данные треки на YouTube и Apple Music, если таковые там есть.
В ноябре 2015 года выпущено обновление Shazam, которое позволяет осуществлять поиск по тексту песен и названиям альбомов. Кроме этого появился раздел «Проверенные исполнители».
В декабре 2015 года в России стала доступна технология Shazam Visual Recognition, которая позволяет пользователю отсканировать печатное изображение со специальной меткой и затем перенаправляет его на сайт компании.

### Устройства
Shazam поддерживает устройства на iOS, Android, macOS, WatchOS.
Аналогичное приложение доступно для Java-совместимых телефонов и называется ShazamiD. ShazamiD отличается от других приложений в том, что ShazamiD — это услуга подписки и доступна только в Великобритании (клиенты в настоящее время (~2011 год) платят 2,00 фунта в месяц с обязательным текстом на короткий номер, чтобы получить ссылку на мидлет), в то время как Shazam для других платформ является бесплатным приложением.

## История
Компания была основана в 1999 году Крисом Бартоном и другими..
В ноябре 2015 года стало известно, что Shazam с 2016 года станет официальным музыкальным партнёром команды «Манор», выступающей в «Формула-1».
11 декабря 2017 года было объявлено, что Apple Inc. приобрела Shazam. Некоторые источники утверждают, что сделка обошлась Apple в 400 млн долларов.
23 апреля 2018 года Европейская комиссия постановила, что поглощение Shazam должно быть пересмотрено.
6 сентября 2018 года Европейская комиссия одобрила приобретение компанией Apple сервиса Shazam по распознаванию мелодий и изображений.
В конце 2018 года из Shazam была полностью удалена вся реклама.

### Финансирование проекта
По состоянию на сентябрь 2012 года сервис привлёк 32 млн долларов инвестиций, в июле 2013 года в проект вложил 40 млн долларов один из богатейших людей планеты, мексиканец Карлос Слим.
В январе 2014 года, в ходе восьмого раунда привлечения инвестиций, в Shazam вложили 30 млн долларов, в том числе и инвесторы из России, после чего компанию оценили в 1 миллиард долларов.